# Ti Ti Ti
Ti Ti Ti é uma telenovela brasileira produzida e exibida pela TV Globo de 5 de agosto de 1985 a 8 de março de 1986, em 185 capítulos. Substituiu Um Sonho a Mais e foi substituída por Cambalacho, sendo a 35ª "novela das sete" exibida pela emissora.
Escrita por Cassiano Gabus Mendes, com a colaboração de Luís Carlos Fusco, teve direção de Wolf Maya e Fred Confalonieri.
Conta com as atuações de Luis Gustavo, Reginaldo Faria, Sandra Bréa, Tânia Alves, Marieta Severo, Aracy Balabanian, Cássio Gabus Mendes e Malu Mader.

## Enredo
As rivalidades entre Ariclenes Almeida e André Spina, que vêm desde a infância, se tornam mais acirradas quando Ari resolve entrar no terreno profissional de André, um conceituado estilista da alta sociedade paulistana, conhecido como Jacques Leclair. Ari se infiltra no mercado da moda na pele do espanhol Victor Valentín, que vem ao Brasil para revolucionar o mundo da alta-costura. Ele é ex-marido da jornalista Suzana, que vive às turras com o ex-marido, e tenta em vão persuadi-lo a desistir de seu plano. Os modelos de Ari/Victor são idealizados por Cecília, conhecida como "Tia", uma senhora com problemas mentais que veste pequenas bonecas com classe e elegância. Só que Ari não sabe que a tal senhora é na verdade a mãe desaparecida de André. Em seus planos, Ari/Victor conta com a ajuda do fiel escudeiro Chico, e das costureiras Marta e Nicole. Já André/Jacques seduz a ingênua e extravagante Jacqueline Mendonça para melhorar seus croquis, enquanto vive um caso escondido com a secretária venenosa Clotilde, que o ajuda em seus planos contra Victor.
Para piorar essa competição, Walquíria, filha de André, se apaixona por Luti, filho de Ari, e faz de tudo para destruir o namoro do rapaz com Madu para conseguir ficar com o filho do rival do seu pai. No outro lado da história, destaca-se Gabriela, moça humilde que trabalha no ateliê de Jacques Leclair. Ela é seduzida e depois desprezada pelo filho do patrão, Pedro, um playboy com quem sua mãe, Marta, vizinha de Ari, tivera um envolvimento. Para se vingar, Gabriela finge-se de grávida, e a família do rapaz obriga-o a se casar. Ela passa meses afirmando a falsa gravidez e fazendo Pedro passar por muitas humilhações, até que ele se apaixona por ela.

## Elenco
| Interprete           | Personagem                                |
| -------------------- | ----------------------------------------- |
| Luis Gustavo         | Ariclenes Almeida (Ari) / Victor Valentín |
| Reginaldo Faria      | André Spina / Jacques Leclair             |
| Sandra Bréa          | Jacqueline Mendonça                       |
| Marieta Severo       | Suzana Azevedo                            |
| Tânia Alves          | Clotilde Assunção                         |
| Nathalia Timberg     | Cecília Spina (Cecí)                      |
| Aracy Balabanian     | Marta Morgado                             |
| Cássio Gabus Mendes  | Luís Otávio Azevedo Almeida (Luti)        |
| Malu Mader           | Walkíria Spina (Wal)                      |
| Betty Gofman         | Maria Eduarda Macedo (Duda / Madu)        |
| Paulo Castelli       | Pedro Spina                               |
| Myrian Rios          | Gabriela Morgado (Gabi)                   |
| Yara Cortes          | Júlia Spina                               |
| José de Abreu        | Francisco da Silva Torrão (Chico)         |
| Lúcia Alves          | Nicole de Souza                           |
| Adriano Reys         | Adriano Mendes de Morais                  |
| Thaís de Campos      | Ana Maria de Souza                        |
| Rodolfo Bottino      | Roberto Lupercínio (Bob)                  |
| Regina Restelli      | Sílvia dos Anjos / Miss Help Adams        |
| Tato Gabus Mendes    | Alex                                      |
| Older Cazarré        | Natalino Morgado                          |
| Cleyde Blota         | Lídia Moreira                             |
| Nestor de Montemar   | Leitinho                                  |
| Maria Cristina Nunes | Graça                                     |
| Francisco Dantas     | Dr. Afonso                                |
| Rejane Goulart       | Mônica                                    |
| Guilherme Fontes     | Carlos Mendes (Caco)                      |
| Karen Accioly        | Rosário                                   |
| Nara de Abreu        | Ofélia                                    |
| José Carlos Sanches  | Caio Cesar                                |
| Andréa Sândi         | Patrícia                                  |

### Participação especiais
| Interprete                | Personagem        |
| ------------------------- | ----------------- |
| Cláudia Jimenez           | Lazinha           |
| Maria Isabel de Lizandra  | Madame Lacombe    |
| George Otto               | amigo de Walkiria |
| Susana Vieira             | Madame Marcutti   |
| Vera Gimenez              | Madame Cantanutti |
| Tânia Scher               | Madame Machado    |
| Renata Fronzi             | Teodora Diniz     |
| Beatriz Lyra              | Samantha          |
| Maria Lúcia Dahl          | Georgia Stewart   |
| Mila Moreira              | Ela mesma         |
| André Chiarelli           | Paulo             |
| Silvana Calabria          | Ivone             |
| Chica Dutra               | Jandira           |
| Júlia Lemmertz            | Cecília (jovem)   |
| Sandra Barsotti           | Júlia (jovem)     |
| Juliana Carneiro da Cunha | Dona Mercedes     |
| Eliana Ovalle             | Clara             |
| Telmo Faria               | Leôncio           |
| Keni Castro               | Maria Eugênia     |
| Auricéia Araújo           | Aparecida         |
| Danilo Barros             | Reges             |

## Exibição

### Reprise
Foi reexibida pelo Vale a Pena Ver de Novo de 4 de abril a 21 de outubro de 1988, substituindo Amor com Amor Se Paga e sendo substituída por Gabriela, em 145 capítulos. 
Seria reapresentada no Viva, sendo oficialmente anunciada como a substituta de Selva de Pedra em 2020. No entanto, a sua reprise acabou sendo cancelada devido a ausência da edição original da novela e a trama foi preterida por Brega & Chique. Como Corpo a Corpo e Plumas & Paetês ganharam reexibições no canal entre 2024 e 2025 na versão internacional, a novela voltou a entrar no radar de futuras reprises.

## Produção
Ti Ti Ti marcou o retorno de Cassiano Gabus Mendes ao horário das 19h. Antes o autor havia escrito Champagne, exibida entre 1983/1984, no horário das 20h.
O cantor e compositor Roberto Carlos gravou a música A Atriz, para homenagear sua mulher, Myrian Rios, do elenco da novela. Na canção, ele revela o ciúme pelas cenas de Myrian com o ator Paulo Castelli. A canção não fez parte da trilha sonora da novela. Lima Duarte foi homenageado pelo seu amigo Cassiano Gabus Mendes, batizando o personagem de Luis Gustavo de Ariclenes (o verdadeiro nome de Lima Duarte é Ariclenes Venâncio Martins). A abertura foi criada pelo designer Hans Donner e sua equipe. Tesouras, lapiseiras, agulhas e fitas métricas ganhavam vida própria, comandadas por manipuladores que usavam ímãs e arames. Os títulos provisórios para a novela foram Troca-troca e Alta Costura.[carece de fontes?]
Dos 185 capítulos da versão original, apenas a versão internacional em 130 capítulos encontra-se preservada nos acervos da TV Globo.

### Adaptações
A novela foi vendida para o Chile e lá adaptado pelo Canal 13 como El amor está de moda, em 1995, perdendo para a concorrência. 

## Remake
Em 2010 foi produzida uma nova versão da novela, com direção de Jorge Fernando e adaptação de Maria Adelaide Amaral. A trama central foi misturada com uma trama central e paralela de uma outra novela de Cassiano Gabus Mendes: Plumas e Paetês, que também tinha o mundo da moda como tema. Para viver os costureiros inimigos Victor Valentim e Jacques Leclair nesta nova versão, foram escalados Murilo Benício e Alexandre Borges, respectivamente.

## Trilha sonora

### Nacional
1. "Ti Ti Ti" - Metrô (tema de abertura)
2. "Já Fui" - Joe (tema de Bob)
3. "Não Diga Nada" - Prêntice (tema de Gabriela)
4. "Lobo" - Absyntho (tema de Pedro)
5. "Troca-Troca" - The Fevers (tema de Valquíria e Luti)
6. "Nada Por Mim" - Marina Lima (tema de Jaqueline)
7. "Dança das Horas" - Marcos Sabino (tema de Alex)
8. "Manequim" - Ney Matogrosso (tema de Jacques Leclair)
9. "A Vida é Dura" - Demônios da Garoa (participação de Benito Di Paula) (tema de Ari)
10. "Doce Prisão" - Joanna (tema de Suzana)
11. "Sintonia" - Tunai (tema de Luti)
12. "Dança do Amor" - Tânia Alves (tema de Clotilde)
13. "Lembranças" - Nélson Gonçalves (participação de Martinho da Vila) (tema de Marta)
14. "Cidade Encantada" - César Camargo Mariano e Nélson Ayres (tema de Cecília)

### Internacional
1. "Lover Why" – Century (tema de Gabriela e Pedro)
2. "Clouds Across the Moon" – The Rah Band (tema de Clotilde)
3. "Body to Body" – George Valde (tema de Marta)
4. "Hello Stranger" – Carrie Lucas (tema de Alex)
5. "Good Times" – F.R. David (tema de Jaqueline)
6. "Valentim" – Tito Velasquez (tema de Victor Valentim)
7. "Rain Forest" – Paul Hardcastle (tema de Jacques Leclair)
8. "Nothing Rhymed" – Gilbert O’Sullivan (tema de Ana Maria)
9. "Hot Shot" – Jimmy Cliff (tema geral e tema de Bob e Eduarda)
10. "Hang On to Your Love" – Sade (tema de Jacques Leclair)
11. "The Reason Why" – Philippe Lawrence (tema de Suzana)
12. "Give a Little Love for Love" – The Stylistics (tema de Valquíria e Luti)
13. "Does Anybody Knows Me?" – Lipps Inc. (tema de Eduarda)
14. "I've Been Alone" – David Bryan (tema de Jaqueline)